# Полезные программы Google
Полезные программы Google (англ. Google Pack) — набор бесплатного прикладного ПО для операционных систем линейки Microsoft Windows NT (Windows XP / Windows Vista / Windows 7), впервые предложенный компанией Google 6 января 2006 года. Google в 2011 году прекратила поддержку пакета из-за снижения интереса к нему.

## Список ПО
Состав набора непостоянен, зависит от выбранного языка и на данный момент включает:
Программы Google:
- Google Chrome — быстрый, стабильный и безопасный браузер. Поиск из адресной строки;
- Google Desktop — локальный поисковик;
- Google Earth — виртуальный глобус;
- Google Hangouts — программа мгновенного обмена сообщениями;
- Google Photo — программа для работы с цифровыми фотографиями;
- Панель инструментов Google Toolbar для браузера Internet Explorer;
- Службы Google англ. Google Apps — Почта, календарь и приложения для работы с документами от Google;

Программы сторонних производителей:
- Adobe Reader — программа для просмотра документов в формате PDF;
- Avast! — (в русской версии поставки) антивирусная программа Защищает компьютер с помощью продвинутой системы обнаружения и удаления вирусов. Обнаружение и удаление шпионского и рекламного ПО, троянов и клавиатурных шпионов;
- Cloud Connect for Microsoft Office — предоставляет нескольким людям возможность совместно редактировать документы Microsoft Office;
- Immunet Protect Antivirus — расширенная "облачная" система защиты от новейшего вредоносного ПО. В 35 раз меньше и быстрее обычных антивирусных средств;
- RealPlayer — мультимедиапроигрыватель;
- Skype — программа, обеспечивающая шифрованную голосовую связь через Интернет (VoIP). Бесплатные звонки и видеочаты в Skype

Звонки на стационарные и мобильные телефоны по тарифам Skype;
- Spyware Doctor — (в английской версии поставки) программа для удаления шпионского программного обеспечения;
- Браузер Mozilla Firefox с  панелью инструментов Google Toolbar. Удобный и безопасный просмотр веб-страниц. Быстрое переключение между открытыми веб-страницами благодаря вкладкам;

Ранее в набор входили:
- Ad-Aware SE Personal — программа для удаления шпионского программного обеспечения;
- Norton Security Scan — программа для обнаружения вирусов, червей, троянских коней, шпионского и нежелательного рекламного программного обеспечения;
- Norton Antivirus Special Edition — антивирусная программа;
- StarOffice — офисный пакет;
- Заставка Google Фото (англ. Google Photos Screensaver) — заставка, отображающая фотографии с компьютера пользователя и общедоступных фотосайтов[2];

## Программа обновлений Google
Программа обновлений Google (англ. Google Updater) — компонент для установки, удаления и автоматического обновления Полезных программ Google. 
При загрузке одной или нескольких Полезных программ Google впервые, будет предложено скачать Программу обновлений Google.
Удаление Программы обновлений Google не затрагивает другие установленные компоненты Полезных программ Google.